# کولونکانده
کولونکانده شهری در شهرستان رامونگو در استان بولکیمده در بورکینافاسوی غربی مرکزی است جمعیت آن ۳۵۷۹ نفر است.